# Conseil européen de la recherche
Pour les articles homonymes, voir CER et ERC.
Le Conseil européen de la recherche (CER ; en anglais : European Research Council, ERC) est un organe de l'Union européenne chargé de coordonner les efforts de la recherche entre les États membres de l'UE et la première agence de financement pan-européenne pour une « recherche à la frontière de la connaissance ». Il a été institué officiellement le 27 février 2007 dans le cadre du septième programme-cadre. Son président était Jean-Pierre Bourguignon jusque fin 2019 date à laquelle Mauro Ferrari lui a succédé.

## Missions et historique
Le Conseil vise à financer l'excellence scientifique à la frontière des connaissances. C'est un programme « scientifique blanc » destiné à la recherche exploratoire, dont l'unique critère de sélection est l'excellence scientifique. Le Conseil européen de la recherche a comme principale activité de soutenir les carrières de chercheurs indépendants, dans tous les domaines scientifiques. Il vise à améliorer le caractère dynamique, la créativité et l'excellence de la recherche européenne « aux frontières de la connaissance ». Les propositions sont évalués par les pairs. Le programme veut financer les meilleurs chercheurs pour qu'ils puissent effectuer leurs recherches en Europe.
À la suite d'un vote de défiance unanime des 19 membres actifs du Conseil, Mauro Ferrari démissionne en avril 2020 de son poste de président du Conseil européen de la recherche, se déclarant « extrêmement déçu » par la réponse à la pandémie de Covid-19. Il donne pour raison à démission le rejet par le conseil scientifique du CER de la stratégie qu'il avait élaborée pour soutenir la recherche face à la pandémie de Covid-19. Le résultat de ses réflexions aurait été, selon lui, « réduit à néant » par les différents niveaux administratifs. Il déplore de trop nombreux blocages institutionnels et politiques dans la gestion de la crise liée au coronavirus.
En 2022, depuis sa création, en 15 ans d'existence, le Conseil a financé plus de 12 000 projets de recherche fondamentale en Europe. Si un dossier est rejeté, d'autres financeurs peuvent prendre le relais, en utilisant les travaux des comités de sélections. C'est ainsi que la fondation Bettencourt-Schueller ou le land allemand de Basse-Saxe ont pu aider des projets initialement refusés par le Conseil. Il existe aussi des partenariats avec des pays hors de l'Union Européenne, comme la Norvège ou Israël. -.
Maria Leptin, présidente du Conseil, explique qu'il fonctionne en complément avec le Conseil européen de l'innovation (EIC). Cet organisme a été créé en 2021. Si le Conseil européen de la recherche développe la recherche exploratoire, mu par la curiosité générale, base de toute démarche scientifique, l'EIC, finançant des projets de recherche appliquée, assure aux contribuables européens une application, une finalité dans ces recherches. Cet EIC est doté de 10 milliards d'Euro de 2021 à 2027. Au cours de sa première année, il a financé 43 projets, dont 25 émanent de lauréats des bourses Proof of Concept de l'ERC. -.

## 7eprogrammecadre européen pour la recherche (FP7)
De 2007 à 2013, les activités du CER font partie du 7e programme cadre européen pour la recherche (FP7), sous-programme Idées Ideas .
Il soutient deux types de chercheurs : de jeunes chercheurs en début de carrière (entre 3 et 8 ans après avoir obtenu leur doctorat) qui peuvent prétendre à une ERC Starting Grant et des chercheurs expérimentés et renommés qui peuvent bénéficier d'une ERC Advanced Grant. 

### Budget
Son budget est d'environ 7,51 milliards d'€ pour le programme-cadre 7, qui court de 2007 à 2013 ; cela revient à plus d'un milliard d'euros par an.

## Dans Horizon 2020
À la suite du septième programme de recherche, qui se termine en 2013, est lancé un nouveau programme, appelé Horizon 2020, qui couvre la période 2014-2020.

### Importance du projet
Au sein du projet Horizon 2020, le CER fait maintenant partie du premier pilier qui vise l'excellence scientifique. Le budget total alloué au CER pour la période 2014-2020 est de 13,1 milliards d'euros. Ceci représente une augmentation de 60 % par rapport au FP7.
- Le CER représente 17 % du budget total de Horizon 2020 (13,1 milliards d'euros sur 77 Milliards d'euros).
- Pour 2017, le budget est d'environ 1,8 milliard d'euros, le plus élevé depuis la création du CER en 2007.
- Depuis 2007, environ 7 000 projets de financement ont été sélectionnés parmi plus de 65 000 demandes
- Les récipiendaires de bourses ont remporté des prix prestigieux, dont 6 prix Nobel[9], 4 médaille Fields, 5 prix Wolf[10].
- Chaque boursier fait travailler, dans son équipe, en moyenne six personnes, contribuant ainsi à former une nouvelle génération de chercheurs. Dans le cadre de Horizon 2020, on estime[8] que près de 7 000 boursiers seront financés et 42 000 membres de l'équipe ont soutenu, offrant une formation de recherche de pointe pour près de 11 000 doctorants et près de 16 000 chercheurs postdoctoraux.

Plus de 70 projets évalués par une étude indépendante ont fait des percées scientifiques ou des avancées majeures, alors que près de 25 d'entre eux ont apporté des contributions progressives (voir aussi étude pilote de résultat).

### Bourses ougrants
Avec plus de 2 milliards d’euros disponibles en 2019, le CER offre aux chercheurs un soutien très fort à leurs projets d’excellence. Le conseil peut ainsi financer plus d’un millier de projets de recherche. Plus de la moitié de ces financements s'adresse à des chercheurs ou chercheuses en début de carrière. Le prestige de ces bourses et l'importance de leur montant fait que les organismes de recherche des pays membres proposent des soutiens et conseils à la préparation des dossiers. Aussi, le CNRS maintient une liste de tous les lauréats membres ou affiliés au CNRS.
En 2022, ces bourses peuvent atteindre un montant de 3,5 millions d'Euro sur 5 ans. Elles sont parmi les plus convoitées d'Europe. Elles sont en général attribuées à des personnes physiques. -.
Le programme du CER propose cinq types de bourses. Ces bourses sont :

#### Starting Grant
Ces subventions s'adressent à des jeunes chercheurs deux à sept après obtention de leur thèse ; le montant de la bourse peut aller jusqu’à 1,5 M€ sur 5 ans (réduit au prorata pour des programmes plus courts). Un montant additionnel de 0,5 M€ peut être alloué dans des cas particuliers. Pour l'année 2020, le montant alloué est de 677 M€, pour un total de 436 projets de recherche ; le taux d'acceptation était de 13 %.

#### Consolidator Grant
Sont ciblés les jeunes chercheurs sept à douze ans après obtention de leur thèse ; le montant de la bourse peut atteindre jusqu’à  2 M€ pour 5 ans. 
À titre d'exemple, le conseil a attribué une bourse « Consolidator Grant » en novembre 2018 à 291 chercheurs européens. Avec 21 lauréats, Le CNRS (21 lauréats), le Institut Weizmann des Sciences (11 lauréats) et l’ETHZ de Zurich (10 lauréats) sont les organismes de recherche les plus gratifiés. La France se classe en troisième position en accueillant 32 projets récompensés, derrière le Royaume-Uni (55 projets) et l’Allemagne (38 projets). Fin 2019, 301 bourses « Consolidator Grant » ont été distribués, pour un montant total de 600 M€. L'intérêt pour ces bourses est considérable, puisque 2453 projets ont été soumis ; le taux d'attribution des bourses consolidators en 2019 est de 12,3 %, stable par rapport à 2018.

#### Advanced Grant
Ces subventions concernent les chercheurs confirmés ; le montant de la bourse peut aller jusqu’à  2,5 M€  pour 5 ans.

#### Proof of Concept
Les subventions  Proof of Concept (vérification de concept) sont considérées comme un support pour la valorisation. Ce dernier type de bourse est réservé aux lauréats ERC. Son montant est de 150 000 €, en une fois.
Les thèmes concernés sont :
- Social Sciences and Humanities (SH) - Sciences humaines et sociales
- Life Sciences (LS) - Sciences de la vie
- Physical and Engineering Sciences (PE) - Sciences physiques et d’ingénierie.

#### Synergy Grant
Ces bourses, nouvelles depuis 2018, s'adressent à des équipes qui peuvent recouvrir plusieurs nationalités. Elles soutiennent des projets menés par un groupe de deux à quatre chercheurs individuels (appelés principal investigators), sur un sujet dont le thème est libre. Il est possible d'avoir un ou plusieurs membres de l'équipe dans un pays tiers. Les subventions peuvent atteindre un maximum de 10 millions d'euros pour une période de 6 ans (au prorata pour les projets de plus courte durée). 
À titre d'exemple, le CNRS annonce qu'au titre de 2018, Tristan Meunier et Emmanuel Francis ont obtenu un Synergy Grant, l'un en physique et ingénierie sur le thème de la technologie pour les qubits de spin en silicium, l'autre en sciences sociales sur la domestication de l'ascèse "hindoue" et la formation religieuse en Asie du Sud et du Sud-Est.
En 2019, le programme a pris de l’envergure : les 38 projets retenus se partagent  363 millions €. Les 37 projets impliquent 126 chercheurs principaux dans 95 universités et centres de recherche. Les sites les plus courants sont l'Allemagne (20 projets), le Royaume-Uni (12) et la France (11),. Le CNRS est lié à 3 de ces projets

## Administration

### Direction
La présidente du CER est actuellement Maria Leptin. Laurence Moreau est directrice de l'agence exécutive du CER chargée de la mise en œuvre du programme.
Liste des présidents:
- Février 2007 - février 2010 :  Fotis Kafatos
- Mars 2010 - janvier 2014 :  Helga Nowotny
- Janvier 2014 - janvier 2020 :  Jean-Pierre Bourguignon
- Janvier 2020 - avril 2020 :  Mauro Ferrari[22]
- Juillet 2020- octobre 2021 :  Jean-Pierre Bourguignon président intérimaire[23]
- Octobre 2021-  :  Maria Leptin[24]

### Composition
Le CER se compose d'un conseil scientifique indépendant qui prépare la stratégie à suivre, et d'une agence exécutive (ERC Executive Agency) chargée de la mise en œuvre du programme (lancement des appels à projets, évaluation des projets soumis, démarrage et suivi des projets financés, questions administratives). L'Agence exécutive est placée, comme d'autres agences de ce type, sous l'autorité directe de la Commission européenne. Le conseil scientifique est présidé par Mauro Ferrari et comporte trois vice-présidents. Son rôle principal est d'établir la stratégie du CER et de sélectionner les évaluateurs. Le conseil lui-même est renouvelé périodiquement, le mandat des membres est de quatre ans.

#### Vice-présidents
Le président est assisté de trois vice-présidents qui sont, en 2022 :
- Eveline Crone (en), de l'université de Leyde aux Pays-Bas ;
- Andrzej Jajszczyk (en) de l’École des mines et de la métallurgie de Cracovie en Pologne ;
- Nektarios Tavernarakis (en), directeur de l'Institut de biologie moléculaire et biotechnologie à la Fondation pour la recherche et la technologie, et professeur à l'université de Crète.

#### Membres du conseil scientifique
- Paola Bovolenta, du Centre de biologie moléculaire Severo Ochoa de l'université de Madrid en Espagne ;
- Margaret Buckingham, du CNRS et de l'Institut Pasteur en France
- Christopher Clark, de l'université de Cambridge au Royaume-Uni
- Athene Donald, de l'université de Cambridge au Royaume-Uni
- Michael Krämer, de l'Institut Max-Planck de radioastronomie
- Giulio Superti-Furga, de l'Académie autrichienne des sciences à Vienne en Autriche ;
- Tomáš Jungwirth, de l’Académie des sciences de la République tchèque et de l’université de Nottingham ;
- Barbara Romanowicz, du Collège de France et de l’université de Californie à Berkeley
- Niels Stenseth de l'université d'Oslo en Norvège
- Janet Thornton du Laboratoire européen de biologie moléculaire et de l’Institut européen de bio-informatique au Royaume-Uni ;
- Isabelle Vernos, du Centre de régulation génomique à Barcelone, en Espagne
- Reinhilde Veugelers, de l'université KU Leuven, en Belgique
- Fabio Zwirner, de l’université de Padoue, en Italie.
- Kurt Mehlhorn, ancien directeur de l'Institut Max-Planck d'informatique à Sarrebruck et professeur d'informatique à l'université de la Sarre.
- Michel Wieviorka, de l'École des hautes études en sciences sociales, en France